# Alfredo Castelli

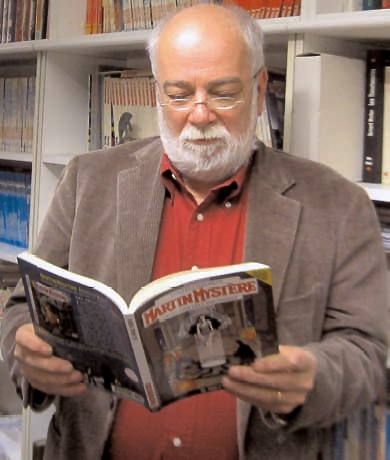
Alfredo Castelli (2009)

Alfredo Castelli (* 26. Juni 1947 in Mailand; † 7. Februar 2024 ebenda) war ein italienischer Comicautor.

## Leben und Karriere
Seine Comickarriere begann Castelli 1965, als er Herausgeber der Zeitschrift Kolosso wurde und für Diabolik Scheletrino schrieb. Ein Jahr später gründete er das Fanzine Comics Club 104. In den Folgejahren schrieb er zahlreiche Szenarios für Comics und war in zahlreichen Comicmagazinen wie beispielsweise Corriere dei Ragazzi, dessen Redaktion er von 1972 bis 1976 angehörte, und Pif, vertreten. So schrieb er in den 1970er Jahren zahlreiche Szenarios für Zeichner wie Carlo Peroni und Daniele Fagarazzi. Darüber hinaus schrieb er auch für einige Fernsehserien. Zu Beginn der 1980er schuf er mit der Figur des Martin Mystère seine erfolgreichste Figur.
Auf Deutsch erschienen von Castelli unter anderem der von Milo Manara gezeichnete Comic Der Schneemensch aus der Reihe Ein Mann ein Abenteuer sowie unter dem Titel Gentlemen GmbH einige Abenteuer seiner Serie Gli Aristocratici. Ebenfalls auf Deutsch erschien Die Strategie der Spannung – Ein Bündel Bomben (bahoe books, Wien 2015), eine politische Comic-Untersuchung, die er gemeinsam mit Milo Manara und Mario Gomboli herausgab.
Alfredo Castelli starb im Februar 2024 im Alter von 76 Jahren.